# سامریه

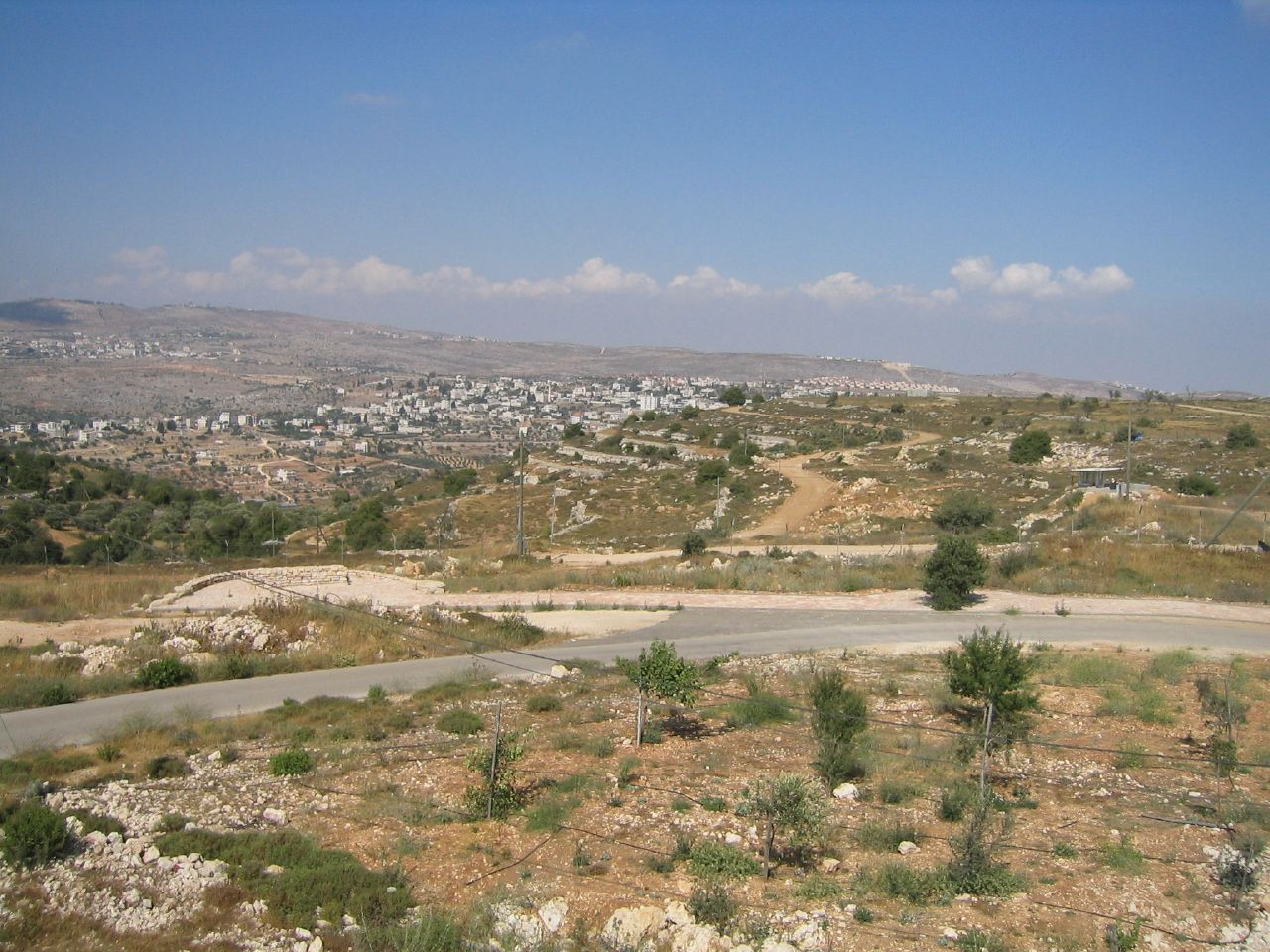
שומרון

سامریه یا شومرون (به عبری: שומרון)، (به عربی: سامريّون، ألسامرة همچنین جبال نابلس)، (به یونانی: Σαμάρεια) نام کوه‌های شمالی کرانه باختری رود اردن است. این نام از نام شهر باستانی سامریه در این نقطه که پایتخت پادشاهی شمالی اسرائیل بوده، گرفته شده‌است.

## واژه‌شناسی
نام شومرون شاید از ریشهٔ شامر به معنای «دیدن» باشد که بر این پایه می‌تواند به معنای «چشم‌انداز» باشد یا از ریشهٔ شمر که نام کس یا خاندانی بوده‌است.

## تاریخچه
بر اساس کتاب مقدس محل سامریه توسط قوم اسرائیل در جنگ با کنعان گرفته شد و به قبیله یوسف بخشیده شد. بعد از مرگ سلیمان، ده قبیله شمالی اسرائیل از بقیه جدا شده و پادشاهی شمالی اسرائیل را تشکیل دادند. در ابتدا پایتخت پادشاهی شمالی تیرزا بود تا اینکه اومری شهر سامریه (شومرون) را ساخت و آن را پایتخت خود کرد. در سال ۷۲۲ قبل از میلاد پادشاه آشوریان شلمنصر پنجم به کنعان حمله کرد و سامریه را محاصره کرد. سامریه شکست خورد و مردمانش به سمت شرق تبعید شدند. در کتاب مقدس سامریه توسط خداوند به دلیل ساختن خانه‌های اشرافی و تجملات بتپرستان مورد مؤاخذه قرار می‌گیرد. در سال ۶ میلادی این منطقه تحت کنترل نیروهای رومی درآمد و قسمتی از استان یهودیه رومیان شد. در گذر زمان این منطقه توسط اقوام مختلفی نظیر اسرائیلیان، بابلیان، پارسیان، یونانیان، رومیان، بیزانسیان، عربها، صلیبیان و عثمانیان کنترل شده‌است.

## بعد از جنگ جهانی دوم
بعد از جنگ اعراب و اسرائیل در سال ۱۹۴۸ میلادی این منطقه تحت کنترل اردن قرار گرفت و قسمتی از کرانه باختری شد؛ ولیکن بعد از جنگ شش روزه در سال ۱۹۶۷ اسرائیل کنترل آن را در دست گرفت و اردن از ادعای خود به آن دست کشید. در سال ۱۹۹۴ در اسلو، دولت خودمختار فلسطین تشکیل شد و کنترل این منطقه به آن واگذار شد.